# Lancer du javelot féminin aux Jeux olympiques d'été de 2008
Navigation
Athènes 2004 Londres 2012
Le concours du lancer du javelot féminins aux Jeux olympiques de 2008 a eu lieu le 19 pour les qualifications, et le 21 août 2008 dans le Stade national de Pékin.
Les limites de qualifications étaient de 60,50 m pour la limite A et de 56,0 m pour la limite B.
La Russe Maria Abakumova, initialement deuxième du concours, est convaincue de dopage en 2016 et déchue de sa médaille d'argent au profit de l'Allemande Christina Obergföll, la Britannique Goldie Sayers récupérant la médaille de bronze.

## Records
Avant cette compétition, les records dans cette discipline étaient les suivants :
| Record du monde  | 71,70 m | Osleidys Menéndez | Cuba | 14 août 2005 | Helsinki |
| Record olympique | 71,53 m | Osleidys Menéndez | Cuba | 27 août 2004 | Athènes  |

## Médaillées
| Or                | Argent              | Bronze        |
| Barbora Špotáková | Christina Obergfoll | Goldie Sayers |

## Résultats

### Finale (21 août)
| Rang               | Pays            | Athlète                | Marque  | Essais | Essais | Essais | Essais | Essais | Essais |
| Rang               | Pays            | Athlète                | Marque  | 1      | 2      | 3      | 4      | 5      | 6      |
| ------------------ | --------------- | ---------------------- | ------- | ------ | ------ | ------ | ------ | ------ | ------ |
| Médaille d'or      | Tchéquie        | Barbora Špotáková      | 71,42 m | 69,22  | 67,04  | x      | 64,92  | x      | 71,42  |
| Médaille d'argent  | Allemagne       | Christina Obergfoll    | 66,13 m | 66,13  | x      | 63,34  | x      | x      | x      |
| Médaille de bronze | Grande-Bretagne | Goldie Sayers          | 65,75 m | 65,75  | 59,40  | 62,92  | 59,72  | 65,03  | 56,83  |
| 4                  | Allemagne       | Steffi Nerius          | 65,29 m | 64,05  | 62,25  | 59,97  | x      | x      | 65,29  |
| 5                  | Cuba            | Osleidys Menéndez      | 63,35 m | 63,35  | x      | x      | x      | x      | x      |
| 6                  | Pologne         | Barbara Madejczyk      | 62,02 m | 58,74  | 59,19  | 58,67  | x      | 58,21  | 62,02  |
| 7                  | Allemagne       | Katharina Molitor      | 59,64 m | 53,19  | 57,37  | 59,64  | 58,81  | 56,72  | 57,00  |
| 8                  | Espagne         | Mercedes Chilla        | 58,13 m | x      | 57,94  | 58,13  | -      | -      | -      |
| 9                  | Chine           | Zhang Li               | 56,14 m | 54,69  | x      | 56,14  | -      | -      | -      |
| 10                 | Lettonie        | Sinta Ozolina          | 53,38 m | 50,67  | 53,38  | 52,23  | -      | -      | -      |
| 11                 | Roumanie        | Felicia Țilea-Moldovan | 53,04 m | 53,04  | x      | 52,80  | -      | -      | -      |
| DQ                 | Russie          | Mariya Abakumova       | 70,78 m | 69,32  | 69,08  | x      | 70,78  | x      | 67,52  |

### Qualifications (19 août)
54 lanceuses étaient inscrites à ce concours, deux groupes de qualifications ont été formés. La limite de qualifications était fixée à 61,50 m ou au minimum les 12 meilleurs lanceuses.
| Rang | Pays           | Athlète                | Distance       | Essais | Essais | Essais |
| ---- | -------------- | ---------------------- | -------------- | ------ | ------ | ------ |
| 1    | Tchéquie       | Barbora Špotáková      | 67,69 m Q      | 67,69  | -      | -      |
| 2    | Allemagne      | Steffi Nerius          | 63,94 m Q      | 59,15  | 59,74  | 63,94  |
| 3    | Russie         | Mariya Abakumova       | 63,48 m Q      | 61,23  | 63,48  | -      |
| 4    | Espagne        | Mercedes Chilla        | 61,81 m Q (SB) | 56,98  | 61,81  | -      |
| 5    | Chine          | Zhang Li               | 61,77 m Q      | 58,3   | 61,77  | -      |
| 6    | Cuba           | Osleidys Menéndez      | 60,51 m q      | 60,51  | -      | 60,41  |
| 7    | Lettonie       | Sinta Ozolina          | 60,13 m q (RN) | 60,13  | -      | 52,62  |
| 8    | Pologne        | Urszula Piwnicka       | 59,28 m        | 51,33  | 52,99  | 59,28  |
| 9    | Grèce          | Sávva Líka             | 59,11 m        | 56,44  | 58,59  | 59,11  |
| 10   | Ukraine        | Vira Rebryk            | 59,05 m        | 55,77  | 57,12  | 59,05  |
| 11   | Chine          | Chang Chunfeng         | 58,42 m        | 58,42  | -      | -      |
| 12   | Hongrie        | Nikolett Szabó         | 57,15 m        | 56,98  | 57,15  | -      |
| 13   | Biélorussie    | Natallia Shymchuk      | 57,11 m        | 55,56  | 57,11  | -      |
| 14   | Portugal       | Sílvia Cruz            | 57,06 m        | 54,65  | 57,06  | -      |
| 15   | Brésil         | Alessandra Resende     | 56,53 m        | 54,05  | 56,53  | 54,32  |
| 16   | Lituanie       | Inga Stasiulionyté     | 55,66 m        | 55,66  | -      | 55,34  |
| 17   | Afrique du Sud | Sunette Viljoen        | 55,58 m        | 53,14  | 55,58  | 53,82  |
| 18   | Ouzbékistan    | Anastasiya Svechnikova | 55,31 m        | 55,31  | -      | 48,71  |
| 19   | Slovénie       | Martina Ratej          | 55,30 m        | 55,30  | 51,56  | 53,24  |
| 20   | Colombie       | Zuleima Araméndiz      | 54,71 m        | 51,30  | 54,71  | -      |
| 21   | Roumanie       | Monica Stoian          | 54,56 m        | -      | 54,56  | -      |
| 22   | États-Unis     | Kara Patterson         | 54,39 m        | 54,00  | 50,35  | 54,39  |
| 23   | Sri Lanka      | Nadeeka Lakmali        | 54,28 m        | -      | 53,44  | 54,28  |
| 24   | Danemark       | Christina Scherwin     | 53,95 m (SB)   | 53,95  | -      | -      |
| 25   | Corée du Sud   | Kim Kyong-ae           | 53,13 m        | 51,46  | 48,00  | 53,13  |
| 26   | Venezuela      | María González         | 50,51 m        | 48,37  | 50,51  | 42,32  |
|      | Italie         | Zahra Bani             | aucune marque  | -      | -      | -      |

| Rang | Pays            | Athlète                 | Distance       | Essais | Essais | Essais |
| ---- | --------------- | ----------------------- | -------------- | ------ | ------ | ------ |
| 1    | Allemagne       | Christina Obergföll     | 67,52 m Q      | 67,52  | -      | -      |
| 2    | Grande-Bretagne | Goldie Sayers           | 62,99 m Q      | 60,79  | 62,99  | -      |
| 3    | Pologne         | Barbara Madejczyk       | 62,81 m Q (SB) | 62,81  | -      | -      |
| 4    | Allemagne       | Katharina Molitor       | 60,92 m q      | 55,65  | 53,50  | 60,92  |
| 5    | Roumanie        | Felicia Țilea-Moldovan  | 60,81 m q      | 53,25  | 55,89  | 60,81  |
| 6    | Afrique du Sud  | Justine Robbeson        | 59,63 m        | 56,75  | 54,26  | 59,63  |
| 7    | Finlande        | Mikaela Ingberg         | 58,82 m        | 55,71  | 58,82  | 58,36  |
| 8    | Cuba            | Yanet Cruz              | 58,06 m        | 58,06  | 57,15  | 57,03  |
| 9    | Bahamas         | Laverne Eve             | 57,36 m        | 55,22  | 57,36  | 55,15  |
| 10   | Tchéquie        | Jarmila Klimešová       | 57,25 m        | 52,18  | 57,25  | -      |
| 11   | Ukraine         | Olha Ivankova           | 57,05 m        | 55,63  | 51,98  | 57,05  |
| 12   | Estonie         | Moonika Aava            | 56,94 m        | -      | 56,94  | -      |
| 13   | Thaïlande       | Buoban Pamang           | 56,35 m (SB)   | 53,69  | -      | 56,35  |
| 14   | Seychelles      | Lindy Leveau-Agricole   | 56,32 m (SB)   | 56,32  | 55,90  | 50,74  |
| 15   | Sainte-Lucie    | Erma-Gene Evans         | 56,27 m        | 46,79  | 54,60  | 56,27  |
| 16   | Biélorussie     | Maryna Novik            | 56,10 m        | 56,10  | -      | 53,48  |
| 17   | Jamaïque        | Olivia McKoy            | 55,51 m        | 55,51  | -      | 53,85  |
| 18   | Ukraine         | Tetyana Lyakhovych      | 55,50 m        | 55,50  | -      | 53,59  |
| 19   | États-Unis      | Kim Kreiner             | 55,13 m        | 55,13  | 53,81  | 53,48  |
| 20   | Chine           | Dan Song                | 54,32 m        | 53,11  | 54,32  | -      |
| 21   | Chypre          | Alexandra Nasta-Tsisiou | 53,24 m        | 53,24  | -      | 47,18  |
| 22   | Russie          | Mariya Yakovenko        | 51,67 m        | 47,90  | 51,67  | 50,49  |
| 23   | Samoa           | Serafina Akeli          | 49,26 m        | 47,83  | 42,78  | 49,26  |
| 24   | Islande         | Ásdís Hjálmsdóttir      | 48,59 m        | -      | -      | 48,59  |
| 25   | Paraguay        | Leryn Franco            | 45,34 m        | 45,34  | -      | 43,77  |
| 26   | Bulgarie        | Rumyana Karapetrova     | 40,15 m        | 40,15  | -      | -      |
|      | Serbie          | Tatjana Jelaca          | aucune marque  | -      | -      | -      |

## Légende
Records et Performances
- AR : Record continental (area record)
- CR : Record des championnats (championship record)
- MR : Record du meeting (meet record)
- NR : Record national (national record)
- OR : Record olympique (olympic record)
- PR : Record paralympique (paralympic record)
- PB : Record personnel (personal best)
- SB : Meilleure performance personnelle de la saison (season's best)
- WL : Meilleure performance mondiale de l'année (world leader)
- WJR : Record du monde junior (world junior record)
- WR : Record du monde (world record)

Circonstances et Conditions
- DNF : N'a pas terminé (did not finish)
- DNS : N'a pas pris le départ (did not start)
- DQ : Disqualification (disqualification)
- NM : Aucun essai valable enregistré (No Mark)
- Q : Qualifié « directement » au prochain tour (ou à la prochaine compétition), lors d'une compétition majeure, grâce au classement ou à la réalisation des minima (automatic qualifier)
- q : Qualifié au prochain tour (ou à la prochaine compétition), lors d'une compétition majeure, grâce au repêchage ou à la réalisation de l'une des meilleures performances parmi celles des « non qualifiés directement » (grâce au meilleur temps ou à la meilleure distance par exemple) (secondary qualifier)